# UCI Africa Tour 2019
Die UCI Africa Tour 2019 ist die 15. Austragung des zur Saison 2005 vom Weltradsportverband UCI eingeführten afrikanischen Straßenradsport-Kalenders unterhalb der UCI WorldTour, der zu den UCI Continental Circuits für Männer gehört.
Die Eintagesrennen und Etappenrennen der UCI Africa Tour sind in drei UCI-Kategorien (HC, 1 und 2) eingeteilt. Bei jedem Rennen werden Punkte für eine Gesamtwertung der Fahrer, Mannschaften und Nationen vergeben. An der Mannschaftswertung nehmen die Professional Continental Teams und die Continental Teams teil, nicht jedoch die startenden UCI WorldTeams. An der Nationenwertung nehmen nur die Nationen des Kontinents teil, gezählt werden aber die Ergebnisse aller Circuits.

Zu den Regeln der einzelnen Ranglisten: 

## Oktober
| Datum  | Rennen       | Kat. | Sieger         | Team |
| ------ | ------------ | ---- | -------------- | ---- |
| 26.–4. | Tour du Faso | 2.2  | Mathias Sorgho |      |

## November
| Datum | Rennen                        | Kat. | Sieger       | Team |
| ----- | ----------------------------- | ---- | ------------ | ---- |
| 24.   | Africa Cup – Einzelzeitfahren | 1.2  | Sirak Tesfom |      |
| 25.   | Africa Cup – Straßenrennen    | 1.1  | Sirak Tesfom |      |

## Januar
| Datum   | Rennen                    | Kat. | Sieger            | Team                                  |
| ------- | ------------------------- | ---- | ----------------- | ------------------------------------- |
| 21.–27. | La Tropicale Amissa Bongo | 2.1  | Niccolò Bonifazio | Direct Énergie / Total Direct Énergie |

## Februar
| Datum  | Rennen         | Kat. | Sieger        | Team            |
| ------ | -------------- | ---- | ------------- | --------------- |
| 24.–3. | Tour of Rwanda | 2.1  | Merhawi Kudus | Astana Pro Team |

## März
| Datum   | Rennen                                 | Kat. | Sieger                 | Team             |
| ------- | -------------------------------------- | ---- | ---------------------- | ---------------- |
| 4.–8.   | Tour of Good Hope                      | 2.2  | Marc Oliver Pritzen    | Team Office Guru |
| 17.     | Afrikameisterschaft – Einzelzeitfahren | CC   | Stefan de Bod          | Südafrika        |
| 19.     | Afrikameisterschaft – Straßenrennen    | CC   | Mekseb Debesay         | Eritrea          |
| 23.–27. | Ägypten-Rundfahrt                      | 2.2  | Polychronis Tzortzakis | Griechenland     |

## April
| Datum  | Rennen        | Kat. | Sieger         | Team  |
| ------ | ------------- | ---- | -------------- | ----- |
| 5.–14. | Tour du Maroc | 2.2  | Laurent Evrard | Sovac |

## Mai
| Datum   | Rennen              | Kat. | Sieger              | Team                       |
| ------- | ------------------- | ---- | ------------------- | -------------------------- |
| 5.      | 100 Cycle Challenge | 1.2  | Jayde Julius        | ProTouch                   |
| 15.–18. | Tour of Limpopo     | 2.2  | Samuele Battistella | Dimension Data for Qhubeka |

## Juni
| Datum   | Rennen                                                | Kat. | Sieger                | Team                |
| ------- | ----------------------------------------------------- | ---- | --------------------- | ------------------- |
| 1.–9.   | Tour du Cameroun                                      | 2.2  | Radoslaw Konstantinow |                     |
| 17.     | Les Challenges de la Marche Verte – GP Sakia El Hamra | 1.2  | Hermann Keller        |                     |
| 19.     | Les Challenges de la Marche Verte – GP Oued Eddahab   | 1.2  | Jason Oosthuizen      |                     |
| 20.     | Les Challenges de la Marche Verte – GP Al Massira     | 1.2  | Gustav Basson         | TEG Procycling Team |
| 22.–24. | Challenge International du Sahara Marocain            | 2.2  | Gustav Basson         | TEG Procycling Team |

## Juli
| Datum | Rennen                                            | Kat. | Sieger          | Team     |
| ----- | ------------------------------------------------- | ---- | --------------- | -------- |
| 22.   | Challenge du Prince – Trophée Princier            | 1.2  | Jayde Julius    | ProTouch |
| 24.   | Challenge du Prince – Trophée de l'Anniversaire   | 1.2  | Youcef Reguigui | Algerien |
| 25.   | Challenge du Prince – Trophée de la Maison Royale | 1.2  | Youcef Reguigui | Algerien |

## August
| Datum | Rennen                          | Kat. | Sieger          | Team      |
| ----- | ------------------------------- | ---- | --------------- | --------- |
| 26.   | Afrikaspiele – Einzelzeitfahren | CC   | Ryan Gibbons    | Südafrika |
| 29.   | Afrikaspiele – Straßenrennen    | CC   | Youcef Reguigui | Algerien  |

## Oktober
| Datum   | Rennen                  | Kat. | Sieger         | Team     |
| ------- | ----------------------- | ---- | -------------- | -------- |
| 17.–20. | Grand Prix Chantal Biya | 2.2  | Azzedine Lagab | Algerien |

## Gesamtwertung
| Platz | Fahrer          | Nation | Team                        | Punkte |
| ----- | --------------- | ------ | --------------------------- | ------ |
| 1.    | Daryl Impey     | RSA    | Michelton-Scott             | 1399   |
| 2.    | Youcef Reguigui | ALG    | Terengganu Inc. TSG Cycling | 921    |
| 3.    | Ryan Gibbons    | RSA    | Team Dimension Data         | 812    |
| 4.    | Merhawi Kudus   | ERI    | Astana Pro Team             | 636    |
| 5.    | Sirak Tesfom    | ERI    | Bike Aid                    | 438,5  |

| Platz | Team                      | Nation | Punkte |
| ----- | ------------------------- | ------ | ------ |
| 1.    | Protouch                  | RSA    | 766    |
| 2.    | Sovac                     | ALG    | 497,66 |
| 3.    | Benediczion Excel Energy  | RWA    | 308,75 |
| 4.    | TEG Procycling Team       | RSA    | 280    |
| 5.    | Guerciotti-Kiwi Atlantico | GBS    | 114    |

| Platz | Nation    | Punkte  |
| ----- | --------- | ------- |
| 1.    | Südafrika | 3504,67 |
| 2.    | Eritrea   | 2570,5  |
| 3.    | Algerien  | 2019.33 |
| 4.    | Marokko   | 902     |
| 5.    | Ruanda    | 809     |